# TBS平日ワイド大改編
TBS平日ワイド大改編（ティービーエスへいじつワイドだいかいへん）は、TBSテレビがJNN系列局を巻き込んで実施した、平日の帯番組の大半を改編させた出来事。2005年春と2009年春と2014年春、2021年春・秋について述べる。

## 2005年春
視聴率不振が続く平日の帯番組のうち、『はなまるマーケット』と『筑紫哲也NEWS23』を除くすべての番組を終了させるかつてない改編を敢行した。
旧番組を3月25日に終了させ（週末にも放送のある『JNNニュースの森』は3月27日に終了）、3日後の3月28日に新番組をスタートさせた。劇団ひとりがナレーションを担当した「朝みの・昼メグ・夕ミクモ」という事前のコマーシャルにも力が入っていた。

### 改編を行った番組

#### 朝枠
『ウォッチ!』→『みのもんたの朝ズバッ!』

#### 昼枠
『ニュースフロント』・『（特）情報とってもインサイト』→『きょう発プラス!』
2000年 - 2004年に放送されていた『ベストタイム』よりも長い2時間10分に拡大。その影響で存続した『はなまるマーケット』は25分縮小され、14時台の『ジャスト』は終了し、再放送枠となった。

#### 夕方枠
『JNNニュースの森』→『イブニング・ファイブ』
他局に追随し2時間のワイド編成としてスタート。同番組は、JNN協定（排他協定）に基づくJNNのニュース番組ではないため、夕方の全国ニュースは番組内に内包される形で『JNNイブニング・ニュース』となった。これは自社製作の夕方ワイド番組を編成している一部系列各局に配慮した形でもある。

### 改編の結果
対象番組の視聴率は、朝・夕方こそ出足は伸び悩んだものの、時間が経つに連れてかなり好数字を出してきた。なお、夕方についてはかねてから『スーパーニュース』（フジテレビ）が強かったこともあり、時間帯トップに立つことができなかった。だが、昼枠だけは思う程結果が残せなかった。そのため、2006年秋の改編で再度昼枠を再編成する事になった。
まず昼枠は『きょう発プラス!』を『ピンポン!』へと変更。11:00からの2時間番組となり、元日本テレビアナウンサーで、現在はフリーの福澤朗が総合司会になった。同時に10:50 - 11:00枠はTBSのみ『もうすぐピンポン!』を放送した。
さらに、ドラマ再放送枠としていた14時台は、大改編から1年経った2006年4月に再び1時間の情報番組を立ち上げた。それが、『2時ピタッ!』である。10月に『きょう発プラス!』の恵俊彰が総合司会の『2時っチャオ!』になった。『ジャスト』以来1年半ぶりの2時間枠になり、『きょう発～』の大半のスタッフ、出演者が異動した形になった。2007年9月に裏番組で日本テレビで放送されていた『ザ・ワイド』が終了し、再放送枠になると同時間帯民放唯一のワイドショー番組となったことから平均視聴率8%と時間帯の視聴率トップとなった（ビデオリサーチ調べ、関東地区・世帯・リアルタイム）。しかし、2008年3月31日より、日本テレビでも14時台限定で『情報ライブ ミヤネ屋』をネットするようになると視聴率は低下し、15時台もネットするようになった9月ごろからは同時間帯の視聴率首位を『ミヤネ屋』に譲るようになった。

## 2009年春
TBSテレビは昼枠以降の番組をほぼ入れ替える大改編を行う。TBSテレビではこの大改編を「第二の開局」としている。キャッチコピーも「No TV? but TBS」または、「6チェンTBS」。小林麻耶が「TBSは、…変わります」とつぶやくティーザー広告にはじまり、大沢たかお扮する坂本龍馬が出てくるスポット（日光江戸村で撮影）や、「TBSが変わる（を変える）残りあとX日XX:XX:XX」のカウントダウンも行い、2009年3月29日23:55から15分間、生放送の特別番組を編成し大々的にPR。また、JNN創立50周年記念と銘打った特別番組も3月30日から1週間放送された（「JNN50周年記念 ハイパーバラエティウィーク」）。

### 改編を行った主な番組

#### 昼枠
- 『ピンポン!』・『愛の劇場』と『ひるドラ（毎日放送と中部日本放送〈現：CBCテレビ。以下同じ〉が交代で制作）』・『2時っチャオ!』→『ひるおび!』
  - 放送時間は月曜日 - 木曜日が11:00 - 11:55（午前）・12:00 - 14:55（午後）で、金曜日が11:00 - 11:55（午前）・12:00 - 12:55（午後）。11:55 - 12:00に中部日本放送制作のミニ番組によって一旦中断扱いとなる。金曜12:55 - 13:55は中部日本放送（『えなりかずき!そらナビ』）、13:55 - 14:55は毎日放送（『バンバンバン』）が担当。

#### 夕方枠
- 『イブニング・ファイブ』→16:53 - 17:50に日替わり司会の情報バラエティ番組『サカスさん』を編成（一部地域を除く）し、17:50 - 18:45に大型報道番組『総力報道!THE NEWS・第1部』（18:05以降はローカル枠）を編成。キャスターに小林麻耶を、アンカーに『NEWS23』の後藤謙次をそれぞれ起用。
- （19時台の日替わりゴールデンタイムの番組）→18:45 - 19:50に大型報道番組『総力報道!THE NEWS・第2部』を編成。同上。

#### 夜枠
- 『NEWS23』は30分のストレートニュース形式に縮小させる。空いた枠はバラエティー放送枠として『吉崎金門海峡』を編成し、火曜日は毎日放送が担当（2008年度まで毎日放送制作枠だった金曜19:00枠にて『総力報道!THE NEWS』を放送するため）。詳細は吉崎金門海峡を参照のこと。

#### その他
- TBSテレビではこの改編に合わせ、昼と週末朝に放送されたJNNニュースや午後に関東ローカルで放送されたTBSニュース、さらに日曜夕方の『イブニング・ニュース』を『THE NEWS』に改題・統一する。
- TBSテレビでは金曜日のみだが、毎日放送制作の関西ローカルワイド『ちちんぷいぷい』がネットされる（ネットされるのは15:00 - 16:53。一部系列局も同様にネットされる）。
- JNN系列局関連では、TBS系列の山陰放送と宮崎放送ではそれまで前身の『モーニングショー』時代からネットしてきた『スーパーモーニング』（テレビ朝日制作）を3月27日限りで打ち切り、3月30日から両局とも同時間枠に『はなまるマーケット』を開始。これにより、長年続いたJNN系列局全体の月曜 - 金曜8:30ワイドの捩れ現象が解消した。

### 結果とその後
初回視聴率は以下の通りとなっている（数値はビデオリサーチ調べ、関東地区・世帯・リアルタイム）。
- 『ひるおび!』：5.2%（午前）・4.0%（午後）
- 『総力報道!THE NEWS』：5.9%（第1部）・7.1%（第2部）
  - 『総力報道!』は、TBSで不調となっている反面、2桁に転じている系列局が存在している[2]。

その後も各新番組ともに視聴率は1桁を推移するものが多く、既存番組や他ジャンルの番組（特番やスポーツ中継、一部のドラマ・バラエティを除く）もそれに釣られるように低調となっている。その結果、16時台に再放送されている『水戸黄門（再放送）』が2009年4月9日には『みのもんたの朝ズバッ!・第2部』と並んで7.2%、6月3日にはゴールデン・プライム含めた1日の中で最高視聴率番組となり、その視聴率が7.7%という低迷が顕著になった。なお、この日の放送をもって4月にリニューアルしたばかりの『水曜ノンフィクション・関口宏のモトをたどれば』が打ち切られている。ゴールデンタイム全時間帯で1桁を出す曜日は水曜日を中心に火曜日・木曜日・日曜日などの一部でみられる。
同様の現象は一部JNN系列局でも起きた。また『サカスさん』を同時ネットしていた局のうち、早期に番販ネットから離脱する局が出た。また、17時台を4月改編当初から『サカスさん』ネットではなく『水戸黄門』の再放送とした系列局も多いが、ここでも日中での最高視聴率番組となっている事が多い。
この状況を受けて、夏休みを機に平日午後の再改編を実施。月曜日 - 木曜日は『ひるおび!・午後』を全局13:55終了とする代わりに『サカスさん』を13:55- 14:49枠に移動（金曜日はこの改編によって打ち切り）、『ひるおび!』・『サカスさん』共に内容のリニューアルが行われた。また、15時台からの夕方3時間はドラマの再放送枠とし、韓国版の『花より男子』や『宮廷女官チャングムの誓い』などの韓流ドラマや『水戸黄門』などを放送する。なお、一部系列局では先行して月曜日 - 木曜日の『ひるおび!・午後』を13:55飛び降りに変更し、空いた月曜 - 木曜14時台は各局別にテレビドラマやバラエティ番組などの再放送枠に切り替えられた。
さらに、2009年秋にこの年3度目の改編を実施。今改編では『サカスさん』と『キミハ・ブレイク』が終了、平日16:53 - 18:40枠に報道・情報番組『イブニングワイド』を、火曜20時台と日曜20時台に新番組をスタートさせ、火曜21時台には日曜20時台への移動で大きく視聴率を落とした『うたばん』が10年半ぶりに同時間帯に復帰する。
ドラマでも改編後は苦戦しており、一部に20%超の高視聴率作品（MR.BRAINやJIN-仁-）はあるものの、ほとんど10%前後か一桁台の作品が多くなり、ジャニーズ事務所所属アイドルの主演作品（スマイルやオルトロスの犬）、人気のある漫画や小説を原作にした作品（ゴッドハンド輝やこちら葛飾区亀有公園前派出所、官僚たちの夏など）、人気シリーズもの（夫婦道など）を放送しても苦戦している状態である。2009年に同局のプライムタイム枠で放送された1クールの連続ドラマは全16作品だが、その内、半分以上の12作品が平均で一桁台だった。
同局の「リンカーン」などでTBSテレビの全体的な低視聴率をネタにしている場面があった。
一方、2009年の民放の連続ドラマでは『MR.BRAIN』が平均視聴率では唯一の20%超え、『JIN-仁-』が最終回で25%超えの最高視聴率を記録し、ボクシングの内藤大助×亀田興毅戦（WBC世界フライ級タイトルマッチ）が43.1%を獲得し年間視聴率1位（TBSの年間視聴率1位獲得は史上初）になるなど、その年のスポーツ中継の最高記録となっている。
なお、『総力報道!THE NEWS』については視聴率が改善しなかったこともあって2010年春の改編で打ち切られることが2009年12月8日に報道された。またこの大改編を実施した吉崎隆編成局長は2009年11月3日をもって社長室付担当局長に異動している。そのせいか『吉崎金門海峡』の名称は2009年秋の改編時に消えている（各番組自体は存続）。
また昼枠の「ひるおび!・午後」は2010年春改編時より、金曜版も月曜日 - 木曜日と同様13:50までに拡大。中部日本放送制作「そらナビ」の放送時間帯を現行より1時間繰り下げて13:55 - 14:55枠に移設の上で継続（同じ中部日本放送制作のミニ番組「ごごネタ」は全ての曜日現行通りの時間帯で継続）。一方で毎日放送制作「バンバンバン」は2010年3月26日をもって終了となる。よって「ひるドラ」後継枠は中部日本放送制作枠のみが「ごごネタ」及び「そらナビ」として存続され、毎日放送制作枠についてはTBSへ返上された。

### 2010年4月以後
2010年4月改編では平日夕方について『総力報道!THE NEWS』を終了し、『イブニングワイド』を夕方の全国ニュース枠を統合した上で『Nスタ』に改題の上、枠大リニューアル。19時台は日替わりのバラエティ番組（そのうち月曜日は『東京フレンドパークII』が復帰）となり、23時台も30分枠に短縮していた『NEWS23』が『NEWS23X（クロス）』に改題の上21分（金曜日は15分）再拡大した。ストレートニュースの『THE NEWS』は『JNNニュース（第2期）』へ再改題され、ニュース枠や平日夕方から19時台にかけての番組編成としては事実上2009年3月以前の状態に戻ることとなった。また、木曜19:00 - 20:54の2時間枠がローカルセールス枠となり、一部の系列局ではプロ野球中継や他系列の番組、自社制作番組を放送するためTBSで放送される単発特番枠『スパモク!!』は未放送になる。一部雑誌では、平日深夜に帯枠の生放送情報番組が新設されることも発表されていたが、結局は、日替わりのバラエティ番組などが設けられるのに留まった。
2010年5月14日より、金曜15時台にて『サカスさん』を踏襲した生活情報バラエティ番組『金曜プリティ』（関東ローカル）がスタートしたが、9月24日を以て終了した。
2019年10月改編時点で唯一存続しているのは『ひるおび!』のみである。前述の通り、開始当初は他番組同様苦戦を強いられていたが、生活情報中心から時事ネタの復活に舵を切り、2009年3月に終了した番組の一部出演者を呼び戻し、コーナーをリニューアルする形で復活するなどの梃入れを図った結果、2011年春以降同時間帯の首位争いに加わることが多くなり、2011年4月19日には「午後」において平均視聴率6.6%を獲得し（ビデオリサーチ調べ、関東地区・世帯・リアルタイム）、約27年ぶりにTBSテレビが同時間帯の視聴率首位を奪還するなど好調を維持している。
さらに2016年10月からは「午前」を35分前拡大（10:25 - 11:55）し、後を追うように系列局でも番組全体での放送時間の繰り上げを行っている。

## 2014年春
平日朝の情報番組のうち、『朝ズバッ!』と『はなまるマーケット』の長寿番組2番組が3月28日で終了、3月31日から前者は『あさチャン!』、後者は『いっぷく!』に切り替える大幅改編を行った。

### 改編を行った主な番組
- 『早ズバッ!ナマたまご』→『はやチャン!』
- 『朝ズバッ!』→『あさチャン!』
- 『はなまるマーケット』→『いっぷく!』
  - 『朝ズバッ!』までは8:30までの放送だったが、『あさチャン!』は8:00までの放送になる。また『いっぷく!』は『モーニングジャンボ奥さま8時半です』以来長年続いた8:30開始から8:00開始に変更される。

### 結果とその後
『いっぷく!』は開始当初は『はなまるマーケット』の路線をそのまま引き継ぐ形で進行されていたが、視聴率で苦戦し、2014年10月改編で番組前半は時事ネタを番組目線で解かりやすく解説する内容とし、後半は生活情報を中心とした内容にリニューアルしたが、わずか1年後の2015年3月で終了。その後『白熱ライブ ビビット』に衣替え。2017年4月にはタイトルが『ビビット』となったほか、半年ごとにロゴ・内容が変更されるなど苦戦を強いられ、さらには裏番組の猛攻も受けており、最終的に2019年9月27日に終了。9月30日からは『グッとラック!』が放送開始された。
また、『あさチャン!』についても半年ごとのマイナーチェンジを繰り返すほどに苦戦しており、特に2015年春は4時台から9時台までを大きくリニューアルした。こちらは2021年9月に終了した。
さらに、2015年春改編からは、上記の午前中の時間帯に力を入れて立て直しを図るため、という理由で系列局の『ゴゴスマ -GO GO!Smile!-』（CBCテレビ制作）のネットを開始。系列局のローカル番組の同時ネットは毎日放送制作の『ちちんぷいぷい』以来5年9か月ぶり。視聴率はネット開始当初は『ミヤネ屋』に苦戦していたが、徐々に好調な数字を記録するケースが増えており、特に2020年に入ってからは、関東地区で視聴率1位 を獲得する日が増加するようになり、2021年に入ってからも好調を維持し続けている。『ゴゴスマ』は2025年現在、TBS系列25局ネットで放送されていて、TBSテレビが制作協力に参加していることもあり、国内外の重大関心事やスポーツ番組のクッションとして機能することが多い。

## 2021年春・秋
2021年春、『グッとラック!』は徐々に視聴率が上昇傾向にあったが、その後は伸び悩み2021年3月26日を最後に終了すると同時に平日午前のワイドショーの制作から再度撤退した。3月29日から後継番組として『ラヴィット!』を開始。同番組の制作陣はこれまでの情報制作局からコンテンツ制作局のバラエティ班（主に『ジョブチューン』の制作陣）に変更され、土曜朝の『王様のブランチ』（TBSテレビと一部系列局で土曜日に生放送）のようにグルメ・エンタテイメント・ファッションなどを中心とした情報バラエティ番組となった。
2021年秋には、平日朝の情報番組のうち、『はやドキ!』と『あさチャン!』の2番組が9月30日で終了、10月1日から前者は『THE TIME’』、後者は『THE TIME,』に切り替える大幅改編を行った。

### 改編を行った主な番組
2021年春
- 『グッとラック!』→『ラヴィット!』
  - 平日午前のワイドショーの制作から再度撤退。バラエティ班が制作の情報バラエティ番組となる。

2021年秋
- 『はやドキ!』→『THE TIME'（ザ・タイム ダッシュ）』
- 『あさチャン!』→『THE TIME,（ザ・タイム）』
  - 『あさチャン!』は番組終了時点で6時開始となっていたが、『THE TIME,』は5:20に開始時刻を繰り上げた。平日朝の大型情報ワイド番組が5時台からの放送となるのは2019年末に『あさチャン!』が5時台から撤退して以来1年9か月ぶりとなった。

### 結果
- 『ラヴィット!』の初回の関東地区での世帯視聴率は2.7％（ビデオリサーチ調べ）を記録、『羽鳥慎一モーニングショー』（テレビ朝日系列）の10.6％、『スッキリ』（日本テレビ系列）の8.8％、同日から開始した『めざまし8』（フジテレビ系列）の6.2％よりも大きく水をあけられる結果となった[28]。3月30日放送分では2.1%[29] を、4月1日放送分では1.8%を何れも記録した[30]。
  - 2021年4月28日に行われた定例社長会見において、TBSテレビ社長の佐々木卓は個人全体では苦戦が続いているものの、TBSテレビが2021年春からターゲットとしている「新ファミリーコア」（4歳から49歳）では少しずつ反応が出始めており、特に女性20歳から34歳を指すF1層では民放2位になる日も現れ始めているとして、「企画を常にブラッシュアップしていき、新しい朝のバラエティとして定着することを目指す」とコメントし、世帯視聴率の低迷を理由とした方針変更はしないことを明らかにしている[31][32][33]。
- 『THE TIME.』初回の7時台では、関東地区で6.5%の世帯視聴率をマーク。『あさチャン!』初回の5.0%（当該項で詳述）および最終回（6.1%）を上回った。個人視聴率は3.4%[34][35] だったが、個人・世帯とも同時間帯での民放4位にとどまった[36]。10月4日7時台における世帯視聴率では4.8%（個人視聴率2.7%）で、『あさチャン!』終了直前の水準を若干上回る程度であった[37]。このような状況は10月5日（火）以降の放送でも（ネット局の放送対象地域を含めて）変わっておらず[38]、関東地区では、同じ時間帯に放送されている『めざましテレビ』（フジテレビ系）『ZIP!』（日本テレビ系）『グッド!モーニング』（テレビ朝日系・一部地域非ネット）に比べて若年層（特に20歳 - 34歳の女性）の視聴率がとりわけ低い傾向が見られる[39]。
  - その一方で、10月27日に行われたTBSテレビ社長定例会見で代表取締役社長の佐々木卓は「好調なスタートだと言えます」と述べた上で、「（番組の企画である）列島中継が大変面白くて、日本中の朝が見えるというのはペースがつかめる。安住アナウンサーと各局のアナウンサーのかけあいがとってもおもしろい。お国言葉も聞ける。非常にたのしいと思います」と評価した。また、現状については「いろんなことを試しているなという感じ。時間がかかると思います。絶えず変化していく、そういうやり方を続けていって、1番良い放送の形態を見つけていって欲しい。大変な好感触を持っております」との見解を示している[40]。